# ليفيو ناباب
ليفيو ناباب (14 يونيو 1988 بلزابيم في فرنسا - ) (بالفرنسية: Livio Nabab)‏ هو لاعب كرة قدم فرنسي في مركز الهجوم. شارك مع منتخب جزر غوادلوب لكرة القدم. أما مع النوادي، فقد لعب مع ستاد لافال وفاسلاند بيفيرين ونادي أرليه أفينيون ونادي أوكسير ونادي كاين.

## روابط خارجية
- ليفيو ناباب على موقع قاعدة بيانات كرة القدم.إي يو (الإنجليزية)
- ليفيو ناباب على موقع ناشيونال فوتبول تيمز (الإنجليزية)
- ليفيو ناباب على موقع Soccerway.com (الإنجليزية)
- ليفيو ناباب على موقع عالم كرة القدم.نت (الإنجليزية)
- ليفيو ناباب على موقع GSA (الإنجليزية)